# Takamine Mieko

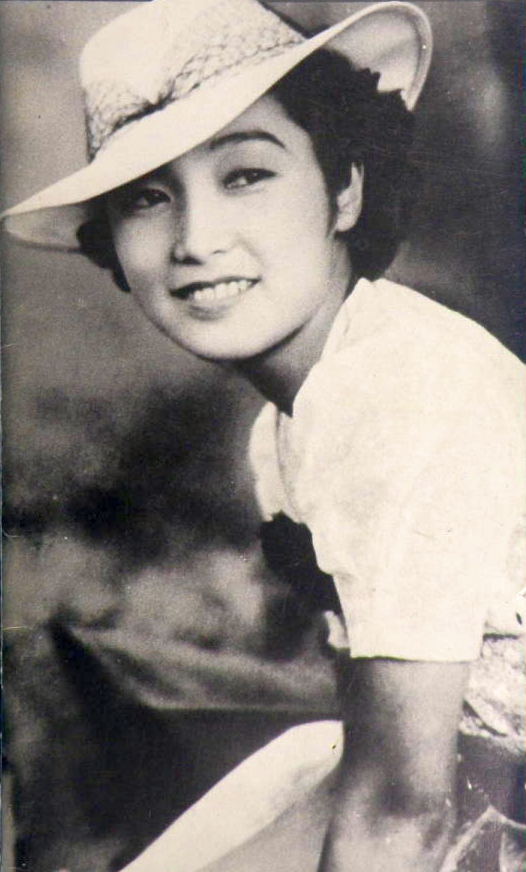
Takamine Mieko

Takamine Mieko (japanisch 高峰 三枝子, eigentlich Suzuki Mieko; geboren 2. Dezember 1918 in Tokio; gestorben 27. Mai 1990) war eine japanische Filmschauspielerin und Sängerin.

## Leben und Wirken
Takamine Mieko machte 1936 ihren Schulabschluss an der christlich orientierten „Tōyō Eiwa Jogakkō“ (東洋英和女学校), dem heutigen „Tōyō Eiwa Jogakuin“, und schloss sich im selben Jahr der Shōchiku Kinema Company, der heutigen Shōchiku, an. Ihr Debüt folgte einen Monat später in „Haha o tazunete“ (母を尋ねて) – „Auf der Suche nach der Mutter“. Ein Jahr später erhielt sie die weibliche Hauptrolle in „Kōjō no Tsuki“ (荒城の月) – „Mond über der verfallenen Burg“.
Auf Grund ihres hübschen Aussehens erhielt sie 1937 die führende Rolle in dem Film „Shu to midori“ (朱と緑) – „Purpur und Grün“ unter dem Regisseur Shimazu Yasujirō. Als Sängerin wurde Takamine bekannt mit der Aufnahme ihres Liedes „Kohan no yado“ (湖畔の宿) – „Gasthaus am See“, das ein großer Hit wurde. 1941 übernahm sie die Hauptrolle als Toda-Tochter in „Die Geschwister Toda“, ein Film unter der Regie von Ozu Yasujirō.
Weitere bekannte Filme mit Takamine sind die Krankenhaus-Geschichte „Danryū“ (暖流) – „Warme Strömung“, 1939 unter der Regie von Yoshimura Kōzaburō, und „Maihime“ (舞姫) – „Die Tänzerin“, 1951, „Jiyū gakkō“ (自由学校) – „Freiheitsschule“, 1951 unter Shibuya Minoru, sowie „Tsuma“ (妻) – „Eine Frau“, 1953 unter der Regie von Naruse Mikio.

## Auszeichnungen
- 1976：19. Blue Ribbon Award als beste weibliche Nebendarstellerin in „Inugami-ke no ichizoku“ (犬神家の一族) –„Die Familie Inugami“, 1976 (Regie: Kon Ichikawa)
- 1986：28. Japan Record Award, Sonderpreis
- 1986：40. Mainichi Eiga Concours, Sonderpreis
- 1991：14. Japanese Academy Award, Sonderpreis